# Военная полиция

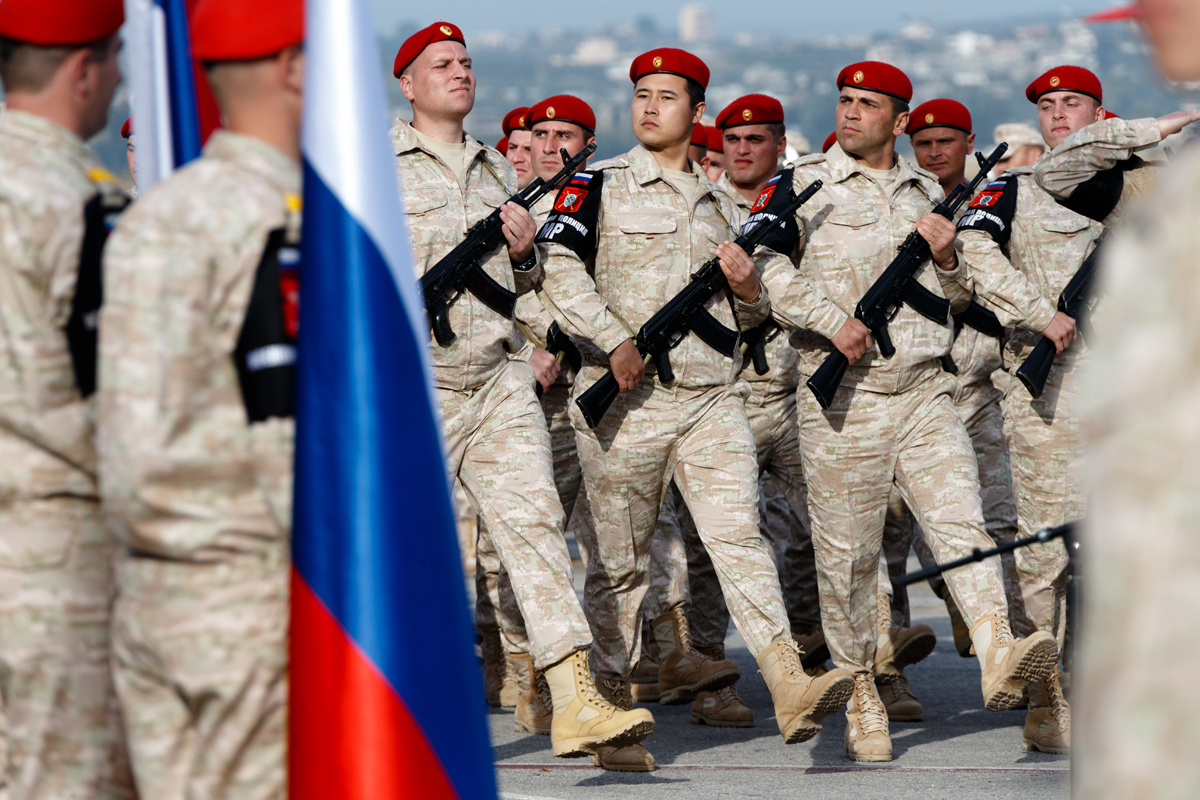
Военные полицейские Вооружённых Сил России на авиабазе Хмеймим. 2017 год

Вое́нная поли́ция — военная правоохранительная структура для поддержания законности и правопорядка в местах дислокации формирований вооружённых сил и зонах боевых действий, специальная служба в вооружённых силах ряда государств, предназначенная для выполнения полицейских функций.

## Военная полиция в России
Весной 2010 года в России планировалось введение института военной полиции, которая бы находилась в ведении Минобороны России. Новому силовому органу планировалось передать функции, лежащие на гарнизонных комендатурах, а также часть обязанностей командиров, например, проведение дознания в батальонах и ротах. Предполагаемая кадровая численность — 5 тысяч человек. Личный состав планировалось преимущественно комплектовать из числа офицеров, имеющих юридическое образование. По словам начальника Главного управления боевой подготовки Валерия Евневича, все документы, касающиеся введения в Вооружённых Силах этого института, отработаны.
Весной 2010 г. создание военной полиции было приостановлено. Однако в октябре появилось сообщение о том, что решение о её создании уже принято. Министр обороны Анатолий Сердюков заявил в ноябре 2011 года, что военная полиция начнёт функционировать в России с 2012 года. В январе 2014 года Государственная Дума Российской Федерации во втором и третьем чтениях приняла поправки в Федеральный закон об обороне, дополнив его пунктом 25.1 «Военная полиция Вооружённых Сил Российской Федерации».

## Военная полиция в Великобритании

### Структура

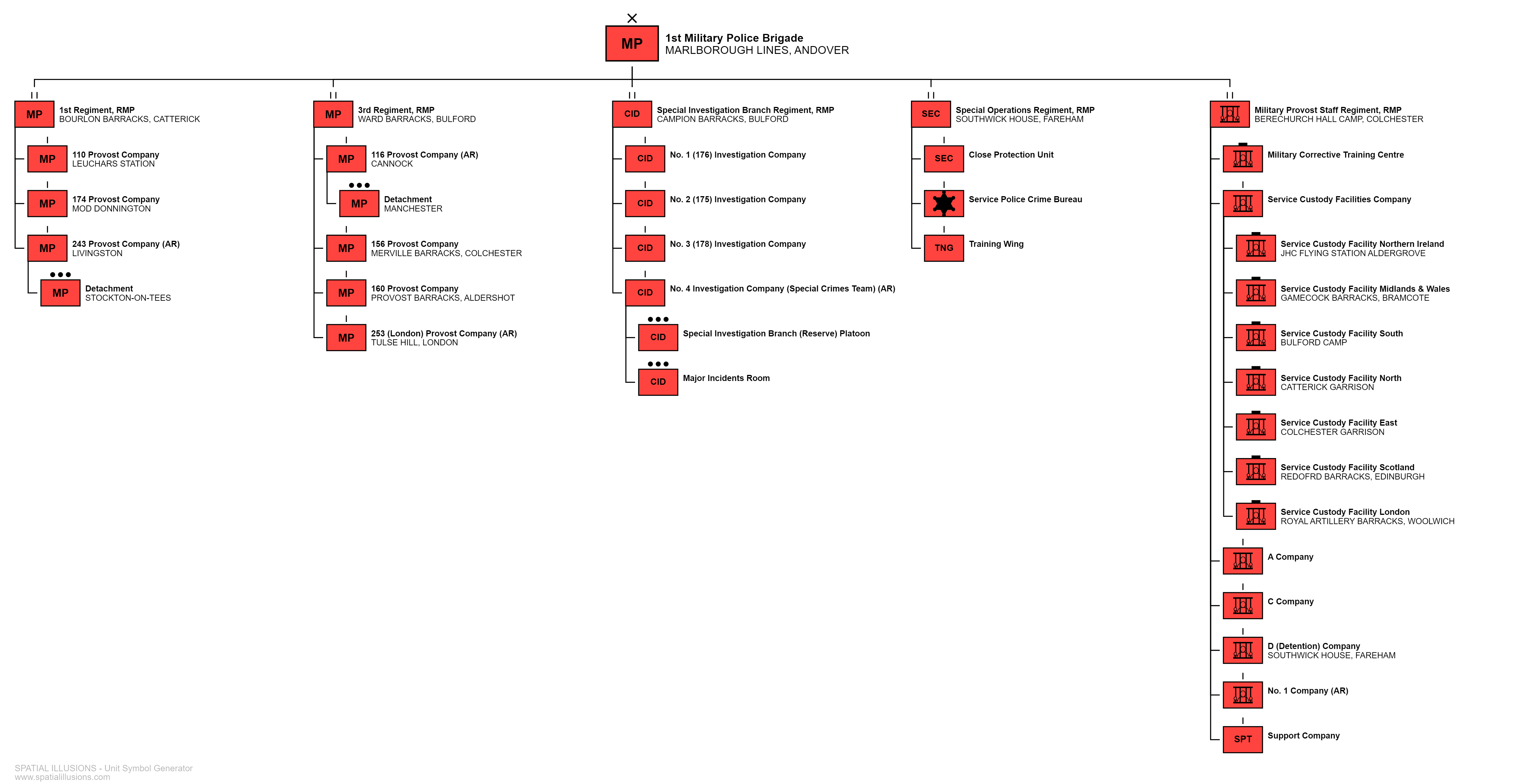
ОШС 1-й бригады военной полиции Британской армии. 2023 год.

- Полиция Министерства обороны, численность которой превышает 5 тыс. человек.
  - Представители полиции Министерства обороны в гарнизонах
- военная полиция видов вооруженных сил. Последняя подчинена управлению военной полиции аппарата постоянного заместителя министра обороны.
  - роты численностью по 100 человек в каждом военном округе, соединении и отдельной части.

В состав военной полиции входят специальные подразделения по обеспечению охраны высшего военного руководства страны и организации сопровождения важных военных делегаций.

### Функции полиции
В мирное время:
- обеспечение безопасности личного состава, вооружения, техники и имущества вооружённых сил как на военных объектах, так и за их пределами.
- охрана общественного порядка в отношении военнослужащих и гражданского персонала вооружённых сил.
- патрулирование военных объектов.
- проведение следственных и розыскных мероприятий на территории военных объектов.
- задержание и допрос подозрительных лиц.
- инспектирование военного автотранспорта.

В военное время:
- радиационная и химическая разведка тыловых районов.
- охрана и сопровождение военнопленных.
- поиск и сбор отставших или потерявших связь с войсками подразделений и отдельных военнослужащих.

## Военная полиция в Израиле
Функции:
- Контроль арестованных солдат АОИ.
- Расследование преступлений, совершённых солдатами АОИ.
- Патрули для пресечения дорожных и дисциплинарных нарушений.

В военное время занимается контролированием военнопленных и соблюдением порядка на путях передвижения боевых и вспомогательных частей.

## Военная полиция в Италии
Функции военной полиции Италии выполняет карабинеры, входящие в состав вооружённых сил Италии. По вопросам обороны они подчиняются Министерству обороны Италии, по вопросам общественного порядка — Министерству внутренних дел Италии.

## Военная полиция в Казахстане

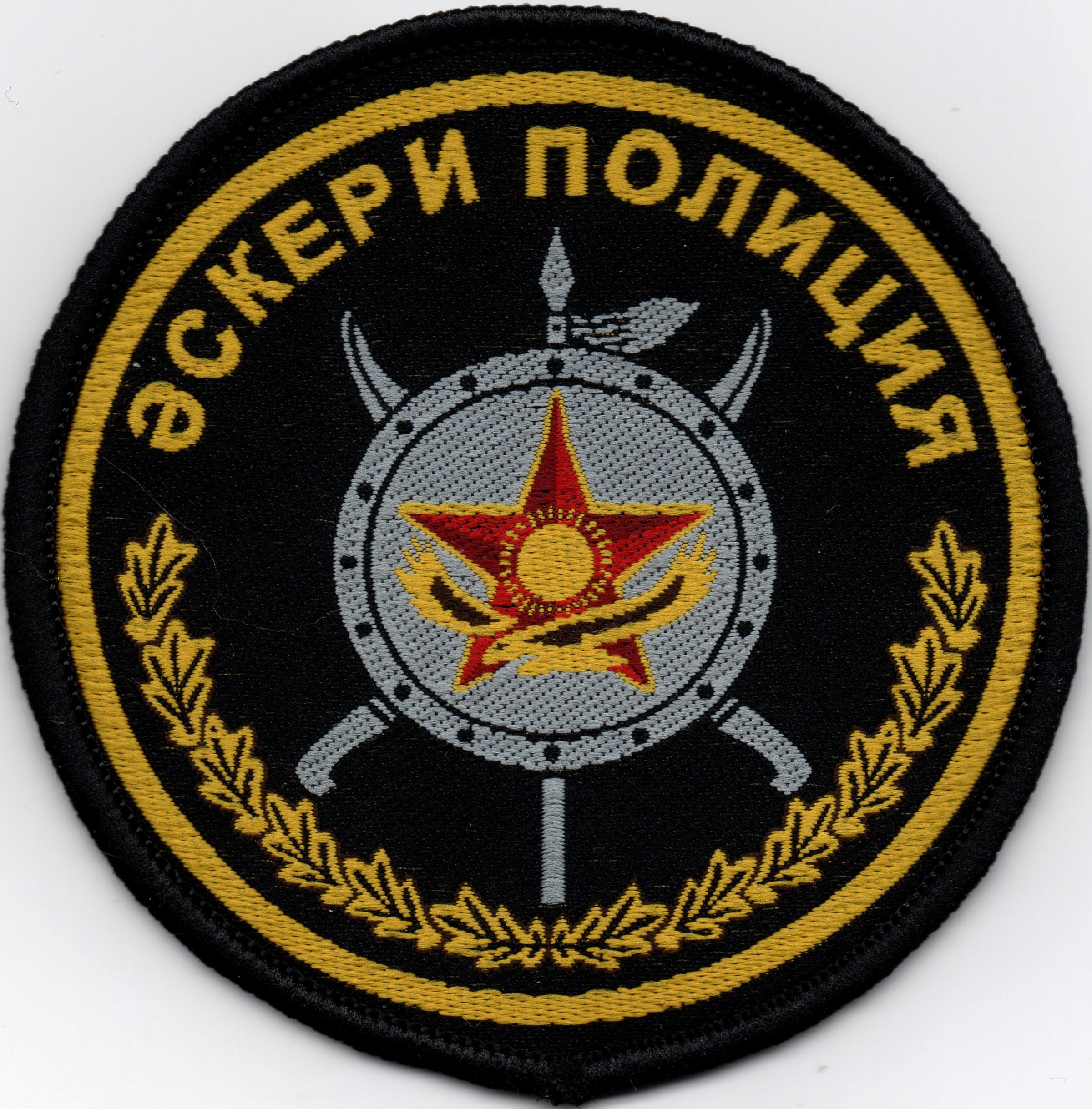
Шеврон военной полиции Вооруженных Сил Республики Казахстан

Создана в соответствии с Указом Президента Республики Казахстан от 22 апреля 1997 года № 3465 «О мерах по дальнейшему реформированию системы правоохранительных органов Республики Казахстан».
Органы военной полиции являются специальными воинскими подразделениями, организационно входящими в состав Вооружённых Сил, Пограничной службы КНБ, Национальной гвардии Республики Казахстан и осуществляющими функции по обеспечению правопорядка в Вооружённых Силах, других войсках и воинских формированиях Республики Казахстан.
Основными задачами военной полиции Казахстана является:
- обеспечение правопорядка в казахстанской армии, в других войсках и воинских формированиях Республики Казахстан.
- профилактика, предупреждение, выявление, пресечение и раскрытие преступлений и правонарушений.
- розыск военнослужащих.
- обеспечение безопасности дорожного движения военных транспортных средств (организация дорожно-комендантской службы).

## Военная полиция в США

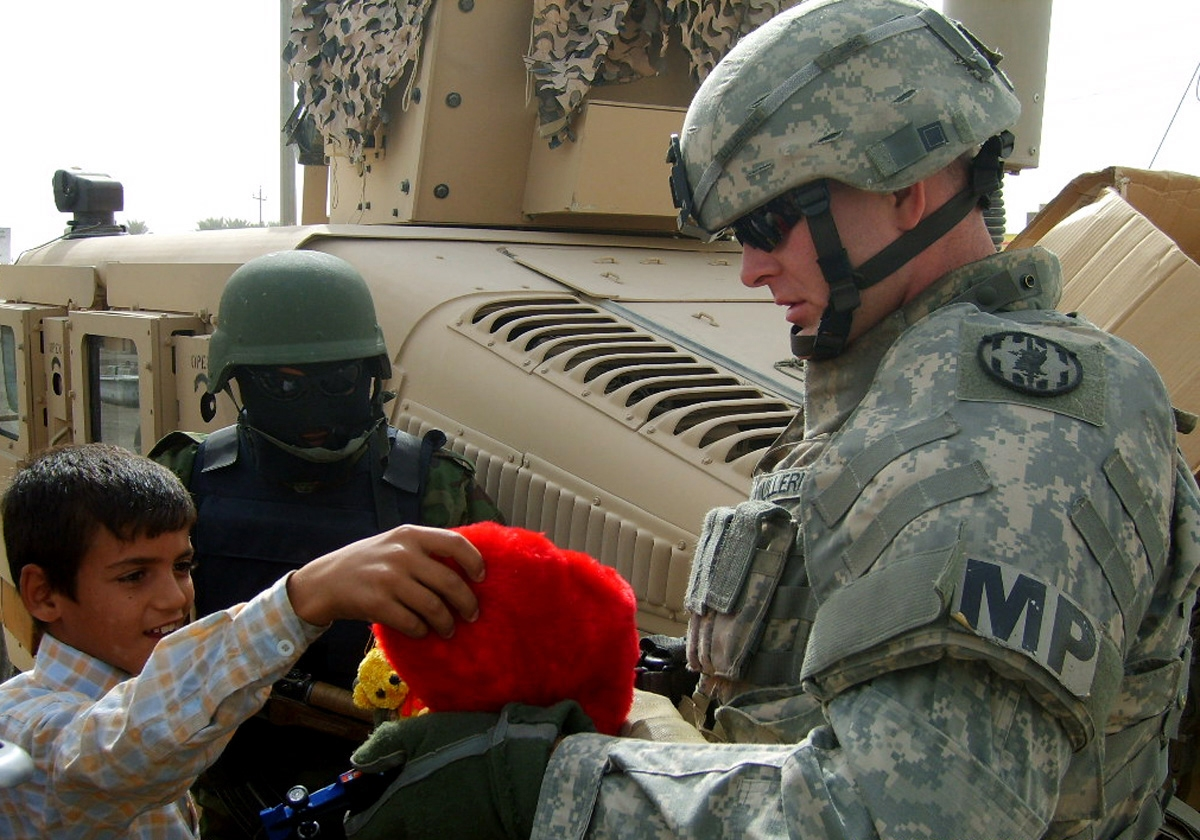
Военнослужащий из состава 89-й бригады военной полиции США в Ираке.

### История
Корпус военной полиции Армии США в своём современном виде был создан в 1941 году.
Первоначальные задачи военной полиции Армии США:
- расследование преступлений в вооружённых силах.
- контроль над соблюдением законности.
- профилактика дисциплинарных правонарушений.
- контроль и регулирование движения военного транспорта.
- обеспечение безопасности военнослужащих.
- расследование случаев хищения собственности.
- содержание лагерей военнопленных.
- оказание помощи боевым подразделениям в уничтожении воздушных десантов противника.

Во время войны в Корее (1950—1953) к первоначальным задачам военной полиции Армии США добавилась ещё одна: борьба со спекуляцией и незаконной продажей американскими военнослужащими имущества армии.
Во время войны во Вьетнаме военная полиция Армии США привлекалась к:
- регулированию движения в зоне боевых действий.
- охране колонн, транспортных магистралей и мостов.
- поиску и ликвидации подземных ходов сообщения противника.
- контролю над перемещением беженцев и интернированных лиц.
- непосредственному участию в оборонительных боях (особенно в Сайгоне во время Тетского наступления).

Военная полиция Военно-морских сил США ведёт отсчёт своей истории с 1797 года, когда была создана «корабельная охрана» (master-at-arms). В 1921 году это подразделение было упразднено и восстановлено лишь в 1973 году. В период до начала 1990-х годов военнослужащие корабельной охраны осуществляли свои функции при содействии военнослужащих Корпуса морской пехоты США, однако в дальнейшем морские пехотинцы были полностью отстранены от несения службы на кораблях и военных базах американского флота.
Военная полиция Военно-воздушных сил США была образована в 1948 году под названием «воздушная полиция». В 1966 году она была переименована в «полицию безопасности», а в 1997 году приобрела текущее название — «силы безопасности».

### Структура

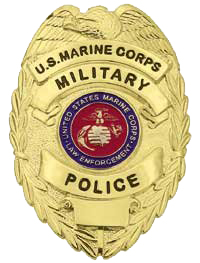
Военная полиция корпуса морской пехоты США. Нагрудный знак.

Военная полиция существует во всех видах Вооружённых силах США. Военная полиция в Армии США называется Корпусом военной полиции. Военная полиция в Военно-морских силах США носит название Корабельной охраны. Военная полиция в Военно-воздушных силах США именуется Силами безопасности. В Корпусе морской пехоты США (КМП США) военная полиция представлена батальонами сил правопорядка. В Космических силах США роль военной полиции отведена подразделениям сил безопасности Военно-воздушных сил США, действующим в составе гарнизонов военных баз, используемых Космическими силами США.
Подготовка кадров военной полиции осуществляется в специализированных школах (Форт-Леонард Вуд, штат Миссури; база Лэкленд, штат Техас; лагерь Кэмп-Лежен штат Северная Каролина).
Военная полиция США включает:
- 12 бригад (из них 5 — в резерве) и 3 отдельных батальона Корпуса военной полиции Армии США
- 105 эскадрилий Сил безопасности Военно-воздушных сил США (из них 23 — в резерве), в том числе 6 эскадрилий, действующих в составе гарнизонов военных баз Космических сил США
- подразделения Корабельной охраны на кораблях, подводных лодках и военно-морских базах Военно-морских сил США
- 1 батальон сил правопорядка (в резерве) Корпуса морской пехоты США

Начальник Корпуса военной полиции Армии США (Главный начальник военной полиции Армии США) подчиняется начальнику штаба Армии США. Силы безопасности Военно-воздушных сил США возглавляет директор, который подчиняется заместителю начальника штаба Военно-воздушных сил США по логистике, инженерии и сил охраны. Корабельная охрана Военно-морских сил США не имеет единого начальника. Военная полиция Корпуса морской пехоты США находится в подчинении Начальника военной полиции Корпуса морской пехоты США (United States Marine Corps Provost Marshal), который подчиняется коменданту корпуса морской пехоты США.
За осуществление расследований уголовных преступлений, подпадающих под юрисдикцию Вооружённых сил США, отвечают специальные подразделения: в Армии США — Отдел криминальных расследований, в Военно-морских силах США — Служба криминальных расследований, в Военно-воздушных силах США — Управление криминальных расследований, в Корпусе морской пехоты США — Отдел криминальных расследований. Эти подразделения не входят в состав военной полиции.
Кроме того, Министерство обороны США имеет также гражданскую (невоенную) полицию (Полиция Министерства обороны США или сокращённо — DoD Police). Полиция Министерства обороны США включает в себя подчинённую Службе охраны Пентагона полицию Пентагона, гражданскую полицию Армии, гражданскую полицию ВМС, гражданскую полицию ВВС и гражданскую полицию КМП. Функции невоенной полиции Министерства обороны США отличаются от функций военной полиции — полиция Министерства обороны США осуществляет полицейские функции, характерные для обычной (гражданской) полиции, действуя в помещениях и на территориях различных военных учреждений, дислоцированных в американских населённых пунктах и доступных для посещения гражданскими лицами.

### Функции военной полиции
- поддержание дисциплины в гарнизонах, на базах, кораблях, подводных лодках
- охрана объектов
- регулирование дорожного движения
- проведение антитеррористических мероприятий
- ликвидация или оказание содействия в ликвидации волнений среди гражданского населения, в том числе и в тех странах, где дислоцируются части и подразделения Вооружённых сил США

## Жандармерия Франции

### Функции жандармерии
Жандармерия решает задачи в интересах вооружённых сил, а также выполняет значительный объём полицейских и административных функций в интересах всего государства. Деятельность жандармерии имеет межведомственный характер и координируется также с Министерством внутренних дел Франции и Министерством юстиции Франции.

### Структура

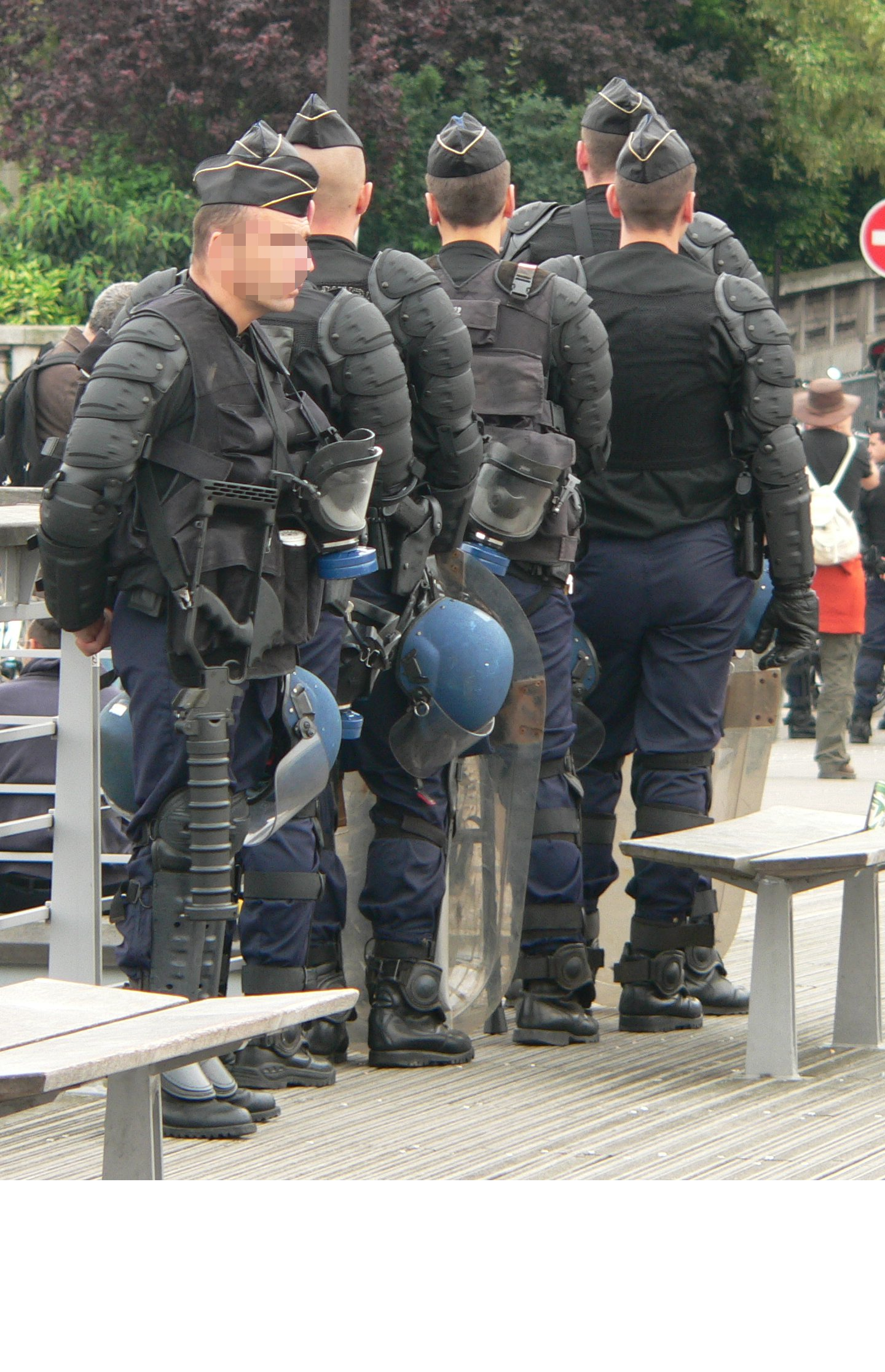
Французские жандармы.

Руководство жандармерией осуществляет Министр обороны Франции.
Непосредственным начальником военной полиции является генеральный директор, который возглавляет Главное управление.
Жандармерия состоит из:
- центрального аппарата и технических служб,
- территориальных командований и подчиненных им:
  - департаментальной жандармерии
  - мобильной жандармерии
- республиканской гвардии.
- частей и подразделений, дислоцирующихся за пределами Франции, в департаментах и в составе группировки французских войск в Германии
- специализированных формирований.

Департаментальная жандармерия — предназначена для охраны и обороны важных объектов, поддержания общественного порядка, сбора и передачи данных о внутренней обстановке, ведения учёта резервных компонентов.
Мобильная жандармерия — выполняет задачи по обеспечению общественного порядка и фактически является оперативным резервом сил безопасности.
Республиканская гвардия — специальное военизированное формирование по обеспечению безопасности и режима на важных государственных объектах (резиденции Президента Франции и премьер-министра Франции, Национальной ассамблеи и т. д.).
Специализированные формирования — обеспечивают охрану режимных объектов, осуществляют надзор за соблюдением правопорядка и законности, помогают административным службам в их повседневной деятельности.
Военная полиция насчитывает около 94 тысяч человек личного состава.

## Военная полиция в Германии

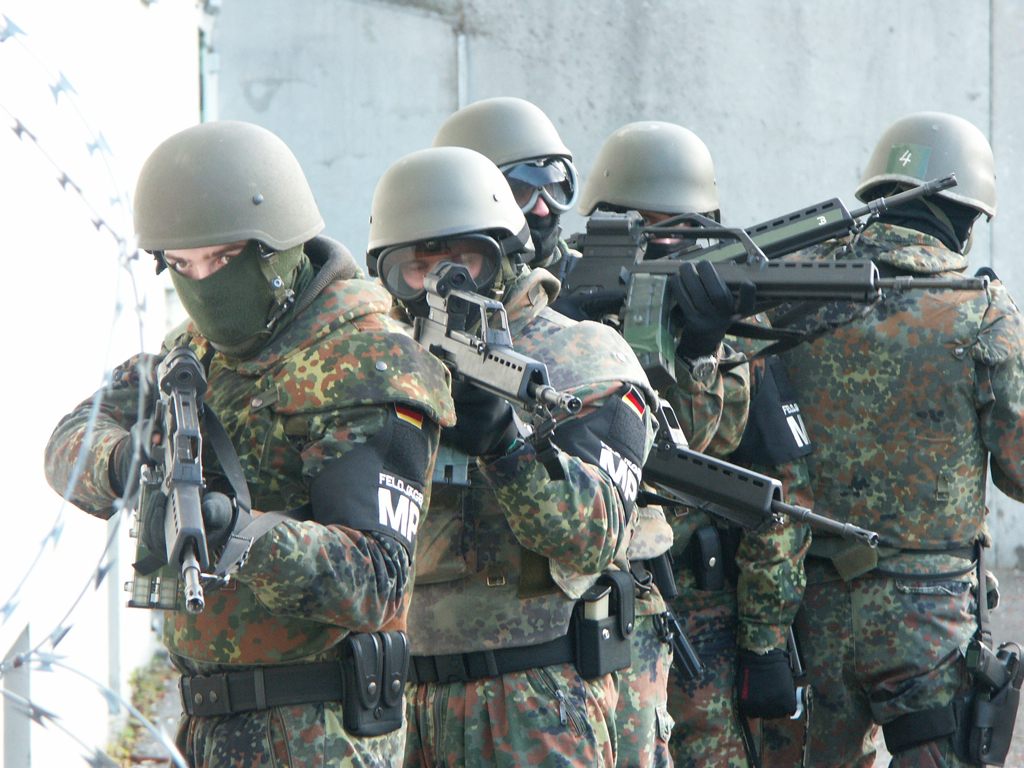
Военная полиция в Германии в 2000-х годах

Военная полиция Германии (нем. Feldjägertruppe) — самостоятельный род войск Сухопутных войск бундесвера, решающая задачи в интересах ВВС, ВМС, а также войск союзников по НАТО, находящихся на территории Германии. Служащие военной полиции в Германии называются фельдъегерями (нем. Feldjäger).
Военная полиция ФРГ насчитывает около 4500 человек личного состава.

### Структура
Центрального командования военной полиции в бундесвере не предусмотрено. Руководство подразделениями военной полиции осуществляет командир дивизии через свой штаб.

### Функции полиции
В мирное время:
- охрана военных объектов, органов управления;
- обеспечение транспортных перевозок;
- поддержание или восстановление порядка и дисциплины в частях и подразделениях;
- предотвращение преступных акций в отношении военнослужащих и военных объектов бундесвера и союзных войск.

В военное время:
- осуществляет первичный контроль на пунктах сбора военнослужащих, отставших от воинских частей;
- организует охрану и транспортировку военнопленных;
- осуществляет регулирование движения и охрану маршрутов выдвижения войск;
- оказывает содействие федеральной полиции в регулировании потока беженцев.